# VAN group
VAN group – grupa podmiotów świadczących usługi logistyczne (transport krajowy, międzynarodowy, usługi magazynowe, brokerskie, celne).
Przedsiębiorstwo rozpoczęło działalność w roku 1989 i na przestrzeni lat przekształciło się z lokalnie działającej firmy, w grupę transportową o europejskim zasięgu. Obecnie posiada 34 oddziałów w Polsce i 5 poza granicami kraju.

## Podmioty VAN group
- VAN cargo (5 podmiotów – Polska, Ukraina, Słowacja, Czechy, Węgry) – spedycja międzynarodowa
- Podlasie S.A. – spedycja krajowa, wynajem krótko i długoterminowy pojazdów, serwis pojazdów, działalność deweloperska
- Kurier sp. z o. o. – magazynowanie i spedycja krajowa
- Euro-Sped Service sp. z o. o. – agencja celna
- Log Broker sp. z o. o. – agencja ubezpieczeniowa
- Igloocar sp. z o. o. – produkcja naczep i nadwozi specjalistycznych[1]

## Usługi VAN group
- Transport ładunków całopojazdowych
- Transport ładunków częściowych
- Transport pod kontrolą temperatury
- Transport morski
- Transport lotniczy
- Transport drobnicowy
- Transport materiałów sypkich
- Magazynowanie: crossdocking, składowanie, logistyka kontraktowa i usługi dedykowane.
- Project cargo: przewóz ładunków ponadnormatywnych
- Ubezpieczenia: OCP w transporcie krajowym, międzynarodowym, kabotażu, OC spedytora, CARGO i inne
- Usługi celne[2]

## Nagrody
- Wyróżnienie honorowe w programie Top 1500 "Najefektywniej zarządzane firmy transportowe"[3].
- Najefektywniej zarządzana firma transportowa w kategorii Duże Firmy Transportowe w 2014 roku[4].